# Danh sách sự kiện ở Kraków
Thành phố lịch sử Kraków, Ba Lan, đặc biệt là Phố cổ, là một trung tâm của nhiều hoạt động lễ hội trong nhà lẫn ngoài trời, của các sự kiện văn hóa và các buổi diễu hành đường phố. Rất nhiều trong số này là các sự kiện theo mùa và chỉ diễn ra một lần, trong khi những sự kiện khác được tổ chức hàng năm bởi các hiệp hội lễ hội khác nhau. Mục đích của toàn bộ những hoạt động này là để thu hút sự quan tâm của người dân địa phương và khách du lịch đến với Kraków. 
Một vài sự kiện được thành phố tổ chức, một số khác lại do các công ty tư nhân đảm trách, nhưng hầu hết đều nhằm giới thiệu các truyền thống trong đời sống ở Kraków và ở Ba Lan mà lâu nay vẫn được người dân lưu giữ và tôn vinh.
Dưới đây là danh sách các sự kiện văn hóa phổ biến được xếp theo thứ tự các tháng trong năm.

## Tháng Một

### Chào đón Năm mới
Lễ hội đón Năm mới được tổ chức ở Quảng trường chính của Kraków. Trong chương trình diễn ra ngoài trời này, người dân địa phương và du khách có cơ hội chào đón Năm mới và tham gia các buổi hòa nhạc (thường do các nghệ sĩ quốc tế biểu diễn) do thành phố tổ chức.

### Buổi hòa nhạc Chào Năm mới
Hàng năm, Filharmonia im. Karola Szymanowskiego w Krakowie  tổ chức một buổi hòa nhạc chỉ diễn ra đúng vào ngày 1 tháng 1.

## Tháng Hai

### Liên hoan ca khúc biển quốc tế ("Shanties")
Các bài hát chèo thuyền (còn gọi là: Shanties)  trở nên phổ biến, và không còn gói gọn trong thế giới của những thủy thủ hay những người sống trên các khu vực duyên hải. Từ nhiều năm, một Liên hoan Shanties đã được tổ chức ở Kraków, nơi các nghệ sĩ biểu diễn Ba Lan hay quốc tế trình diễn các bài hát thuộc thể loại này.

## Tháng Ba/ Tháng Tư

### Tổ chứcLễ Phục Sinhở Krakow
Lễ Phục Sinh là thời gian mà những phong tục được người dân địa phương tôn vinh tổ chức (một vài phong tục đã được phổ biến toàn Ba Lan trong khi đó một số phong tục chỉ đặc trưng cho riêng Kraków) như Rekawka, Emaus, ban phước lành cho thực phẩm hay Smigus Dyngus. Lễ Phục Sinh không cố định ngày nên thường rơi vào khoảng thời gian giữa tháng 3 và cuối tháng 4.

### Lễ hội Misteria Paschalia
Lễ hội  trình bày âm nhạc lịch sử và diễn ra song song với Lễ Phục Sinh. Các buổi hòa nhạc được diễn ra tại Filharmonia Krakowska cũng như trong các nhà thờ lịch sử quanh thành phố.

## Tháng Năm

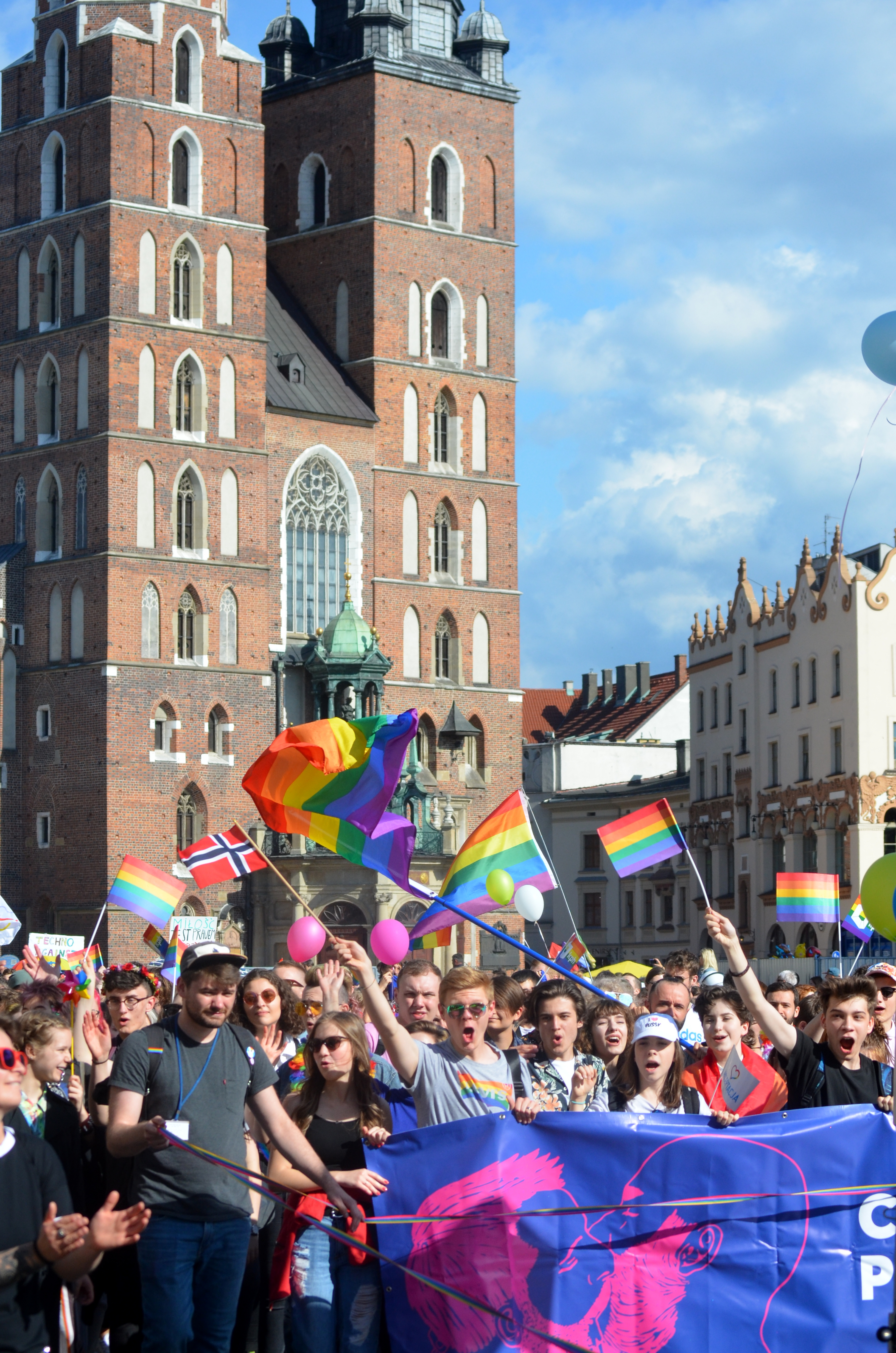
Diễu hành Bình đẳng giới năm 2018

### Đêm của các Bảo tàng
Sự kiện này cho mọi người cơ hội được thăm toàn bộ các bảo tàng ở Kraków (với mức phí tượng trưng là 1 zloty). Các bảo tàng chuẩn bị các buổi hòa nhạc đặc biệt, thể hiện các triển lãm tương tác - để thu hút khách tham quan và tạo được sự quan tâm từ du khách. Các bảo tàng mở cửa cho đến khuya.

### Lễ hội Súp Quốc tế
Lễ hội được tổ chức ở quận Kazimierz (ở Nowy Square). Đây là một sự kiện âm nhạc được kết hợp với cuộc thi những món súp ngon nhất (giữa những người chủ nhà hàng địa phương) mà du khách có thể được nếm thử.

### Juwenalia
Lễ hội của các sinh viên Kraków. Trong ba ngày của sự kiện, sinh viên sẽ là những người chủ của Kraków. Những buổi hòa nhạc được tổ chức và các sinh viên (những ai mặc đồ truyền thống) sẽ được Thị trưởng Thành phố đón chào và trao chìa khóa cho họ đến Kraków.

### Buổi diễu hành Rồng vĩ đại
Buổi diễu hành là một sự kiện hấp dẫn với những con rồng khổng lồ (do các bạn trẻ ở Kraków tạo ra) được mang đến bờ sông Vistula — đi cùng có các ban nhạc kèn đồng, người đi cà kheo và các vũ công.

## Tháng Sáu

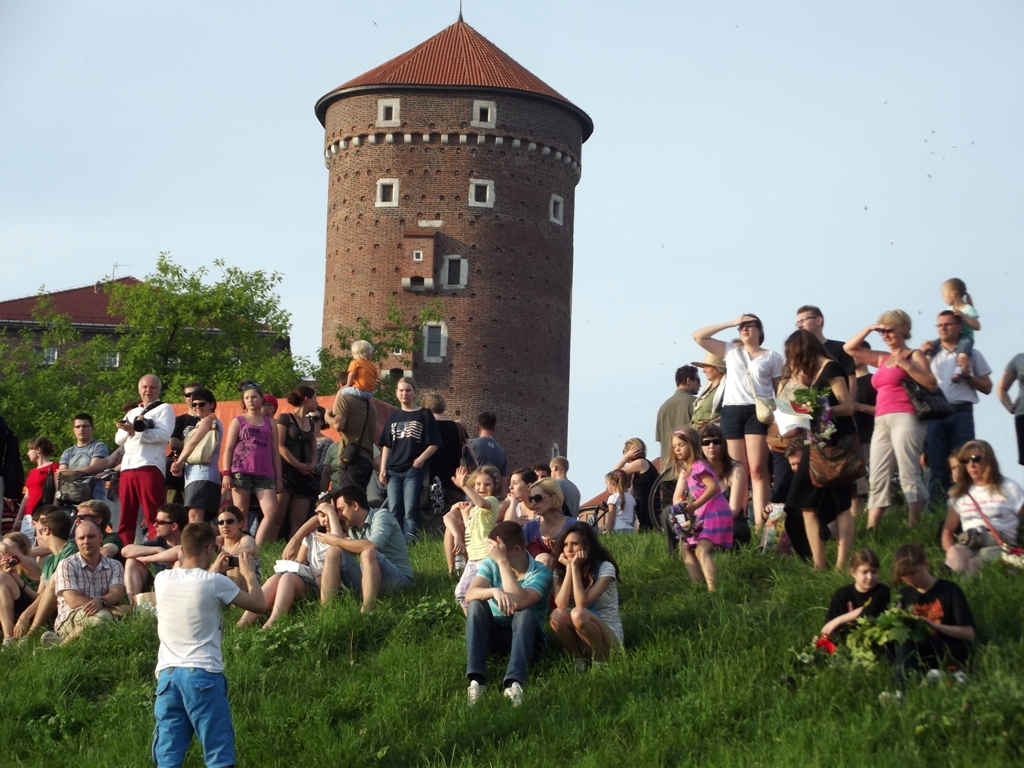
Wianki năm 2013

### Lễ Mình và Máu Thánh Chúa Kitô
Lễ Mình và Máu Thánh Chúa Kitô là một ngày lễ không cố định, thương rơi vào khoảng tháng Năm hoặc tháng Sáu. Các nhà thờ ở Kraków tổ chức các đám rước đầy màu sắc cho những người dân địa phương (trong đó, một vài cư dân tham gia với trang phục dân gian). Khoảng một tuần sau Lễ Mình và Máu Thánh Chúa sẽ diễn ra buổi diễu hành Lajkonik (một người đàn ông mặc đồ truyền thống như một người Tatar).

### Thả các vòng hoa trên sông (Wianki)
Lễ hội Ngày Hạ chí được tổ chức bên bờ sông Vistula (dưới chân Lâu đài Wawel). Các buổi hòa nhạc, các chương trình nghệ thuật được tổ chức - và cao trào của toàn bộ sự kiện này là màn bắn pháo hoa.

### Lễ hội bánh mì
Sự kiện diễn ra ở quận Kazimierz. Các thợ làm bánh trình bàu các phương pháp nướng bánh mì truyền thống, đi kèm với toàn bộ sự kiện là các điệu múa và bản nhạc dân gian. Du khách có thể mua thưởng thức các thức ăn địa phương trong dịp này.

### Lễ hội văn hóa Do Thái
Lễ hội trở nên nổi tiếng ở tầm lễ hội quốc tế. Trong một tuần diễn ra lễ hội, du khách có thể tham gia vào các buổi hội thảo, triển lãm và rất nhiều buổi hòa nhạc - toàn bộ đều liên quan đến Văn hóa Do Thái. Cao điểm của lễ hội là buổi hòa nhạc ngoài trời "Shalom trên Phố Szeroka".

## Tháng Bảy

### Lễ hội Jazz Mùa hè
Lễ hội có các buổi hòa nhạc jazz  được tổ chức tại nhiều địa điểm khác nhau ở Kraków (nhiều buổi được tổ chức ở địa điểm "Under the Rams cellar" huyền thoại). Các nghệ sĩ biểu diễn người Ba Lan và quốc tế sẽ được mời tham dự.

### Lễ hội Âm nhạc Truyền thống "Crossroads"
Lễ hội thể hiện sự đa dạng cũng như các yếu tố chung của âm nhạc truyền thống từ nhiều quốc gia, nhưng đặc biệt là các quốc gia nằm dọc dãy núi Karpat.

## Tháng Tám

### Lễ hội (Bánh bao) Pierogi
Lễ hội giới thiệu một trong những món nổi tiếng nhất của ẩm thực Ba Lan - bánh bao. Sự kiện này giúp du khách hiểu rõ hơn về truyền thống ẩm thực của Ba Lan cũng như cơ hội thử các món đặc sản.

### Lễ hội Âm nhạc Old Cracow
Sự kiện thường niên thu hút các nghệ sĩ độc tấu, các dàn nhạc và nghệ sĩ lỗi lạc tham gia. Các buổi hòa nhạc được tổ chức ở các địa điểm lịch sử của Kraków như ở các nhà thờ, Lâu đài Wawel và Filharmonia Krakowska.

## Tháng Chín

### Lễ hội Sacrum Profanum
Ý tưởng chính của lễ hội  là nhằm giới thiệu các kiệt tác khí nhạc và thanh nhạc theo thứ tự địa lý.

### Liên hoan Phim Xe đạp Quốc tế
Liên hoan Phim Xe đạp Quốc tế là một liên hoan phim độc lập trình chiếu các bộ phim có liên quan đến văn hóa xe đạp. Bộ phim hay nhất được trao giải thưởng cùng với Trzy złote szprychy (Tiếng Anh: Ba Nan hoa vàng), giải của khán giả liên hoan phim.

## Tháng Mười

### Lễ hội Âm nhạc Cổ Quốc tế
Sự kiện này giới thiệu âm nhạc cổ, được chơi bằng các nhạc cụ truyền thống của các vùng lịch sử của Ba Lan.

## Tháng Mười một

### Lễ Các Thánh
Trong ngày 1 tháng 11 (cũng như ngày 2), người dân Ba Lan thăm viếng các nghĩa trang để tôn tạo các ngôi mộ với hoa và ánh nến. Trong những ngày này, các nghĩa trang trở nên đẹp mắt với hàng ngàn ngọn nến. Đặc biệt, rất đáng để thăm viếng các nghĩa trang với kiến trúc độc đáo riêng (như nghĩa trang Rakowicki).

### Liên hoan phim quốc tế Etiuda & Anima
Liên hoan phim quốc tế Etiuda & Anima được tổ chức tại Kraków từ năm 1994, đây là sự kiện điện ảnh quốc tế lâu đời nhất tại Ba Lan, đây là nơi mà các thành tích của các sinh viên trường nghệ thuật và điện ảnh của khắp nơi trên thế giới đối đầu với các tác phẩm của các tác giả nghệ thuật hoạt hình bao gồm người chuyên nghiệp, sinh viên và các nhà làm phim độc lập. Sự kiện này luôn diễn ra vào tháng 11.

### Jazz tại Lễ Các Thánh
Đây là lễ hội Jazz lâu đời nhất ở Châu Âu, ở đó thính giả có thể lắng nghe các nghệ sĩ jazz Ba Lan và quốc tế biểu diễn. Các buổi hòa nhạc và hội thảo cũng được tổ chức trong khuôn khổ sự kiện này.

### Chợ Giáng sinh
Mở cửa Chợ Giáng sinh rơi vào tháng 11. Du khách có thể mua các sản phẩm thủ công địa phương, các món quà đặc biệt, cũng như thử các món đặc sản của ẩm thực Ba Lan.

## Tháng Mười hai

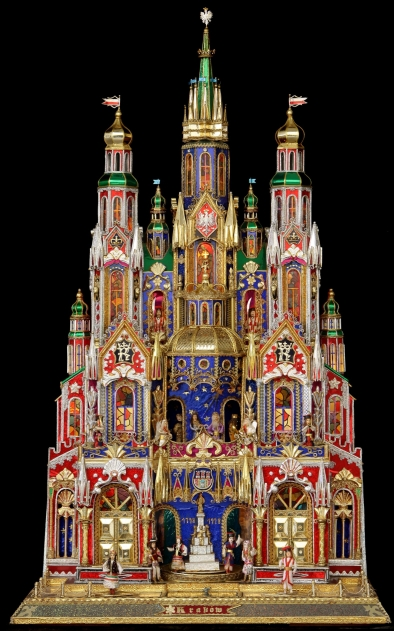
Kraków szopka của Bronisław Pięcik tại Bảo tàng lịch sử của Kraków, Quảng trường chính Kraków

### Cuộc thiCảnh Chúa giáng sinh
Tạo nên các Cảnh Chúa giáng sinh đầy màu sắc là một truyền thống lâu đời ở Kraków. Nôi Giáng sinh (được gọi là: Kraków szopka) trở nên đặc biệt khi chúng nhắc đến Kraków trong các kiến trúc của mình (đặc biệt là nhà thờ Thánh Maria). Cuộc thi diễn ra ở Quảng trường Chợ Chính - gần đài tưởng niệm Adam Mickiewicz. Sau cuộc thi, các tác phẩm thú vị nhất (cùng với những tác phẩm được trình bày trong cuộc thi trước) được trưng bày trong Bảo tàng Lịch sử Kraków.

### Jazz Juniors
Cuộc thi quốc tế của các nhóm Jazz trẻ  tạo cơ hội cho các nhóm nhạc nổi tiếng cũng như các nghệ sĩ chưa có kinh nghiệm gặp gỡ và thể hiện khả năng của họ trước khán giả Kraków.

### Đêm Giao thừa
Người dân địa phương và du khách, những người quyết định đón Giao thừa ở Quảng trường Chợ Chính của Kraków, được chiêu đãi bằng các buổi hòa nhạc và các sự kiện bên lề do thành phố tổ chức.